# 김세희의 세이세이세이
김세희의 세이세이세이는 CJB Joy FM에서 아나운서 김세희가 진행하는 음악 프로그램이다.
| CJB JOY FM          |                       |                   |
| 이전                | 김세희의 세이세이세이 | 다음              |
| 두시탈출 컬투쇼     | 김세희의 세이세이세이 | 박용관의 라디오쇼 |
| 오후 2시 ~ 오후 4시 | 오후 4시 ~ 저녁 6시   | 저녁 6시 ~ 밤 8시 |
|                     |                       |                   |